# Stenochironomus edwardsi
Stenochironomus edwardsi är en tvåvingeart som beskrevs av Freeman 1957. Stenochironomus edwardsi ingår i släktet Stenochironomus och familjen fjädermyggor. Inga underarter finns listade i Catalogue of Life.